# Municipio de LaSalle
El municipio de LaSalle (en inglés: LaSalle Township) es un municipio ubicado en el condado de LaSalle en el estado estadounidense de Illinois. En el año 2010 tenía una población de 13 565 habitantes y una densidad poblacional de 298,81 personas por km².

## Geografía
Según la Oficina del Censo de los Estados Unidos, el municipio tiene una superficie total de 45.4 km², de la cual 43,7 km² corresponden a tierra firme y (3,75 %) 1,7 km² es agua.

## Demografía
Según el censo de 2010, había 13 565 personas residiendo en el municipio de LaSalle. La densidad de población era de 298,81 hab./km². De los 13 565 habitantes, el municipio de LaSalle estaba compuesto por el 91,04 % blancos, el 1,35 % eran afroamericanos, el 0,21 % eran amerindios, el 0,79 % eran asiáticos, el 4,5 % eran de otras razas y el 2,1 % eran de una mezcla de razas. Del total de la población el 12 % eran hispanos o latinos de cualquier raza.